# Жестас
Жестас (фр. Gestas) — коммуна во Франции, находится в регионе Новая Аквитания. Департамент — Атлантические Пиренеи. Входит в состав кантона Кёр-де-Беарн. Округ коммуны — Байонна.
Код INSEE коммуны — 64242.

## География
Коммуна расположена приблизительно в 670 км к юго-западу от Парижа, в 170 км южнее Бордо, в 45 км к западу от По.
На юго-западе коммуны протекает река Сезон.

### Климат
Климат тёплый океанический. Зима мягкая, средняя температура января — от +5°С до +13°С, температуры ниже −10 °C бывают редко. Снег выпадает около 15 дней в году с ноября по апрель. Максимальная температура летом порядка 20-30 °C, выше 35 °C бывает очень редко. Количество осадков высокое, порядка 1100 мм в год. Характерна безветренная погода, сильные ветры очень редки.

## Население
Население коммуны на 2010 год составляло 66 человек.
| 1962 | 1968 | 1975 | 1982 | 1990 | 1999 | 2010 |
| ---- | ---- | ---- | ---- | ---- | ---- | ---- |
| 107  | 115  | 93   | 85   | 62   | 70   | 66   |

## Администрация
| Период | Период | Фамилия                | Партия | Примечания |
| ------ | ------ | ---------------------- | ------ | ---------- |
| 1995   | 2008   | Маите Идьяр            |        |            |
| 2008   | 2014   | Жан-Мельшиор де Фабрег |        |            |
| 2014   | 2020   | Маривон Лагарон        |        |            |

## Экономика
В 2010 году среди 42 человек трудоспособного возраста (15-64 лет) 24 были экономически активными, 18 — неактивными (показатель активности — 57,1 %, в 1999 году было 77,3 %). Из 24 активных жителей работали 24 человека (12 мужчин и 12 женщин), безработных не было. Среди 18 неактивных 4 человека были учениками или студентами, 11 — пенсионерами, 3 были неактивными по другим причинам.

## Фотогалерея

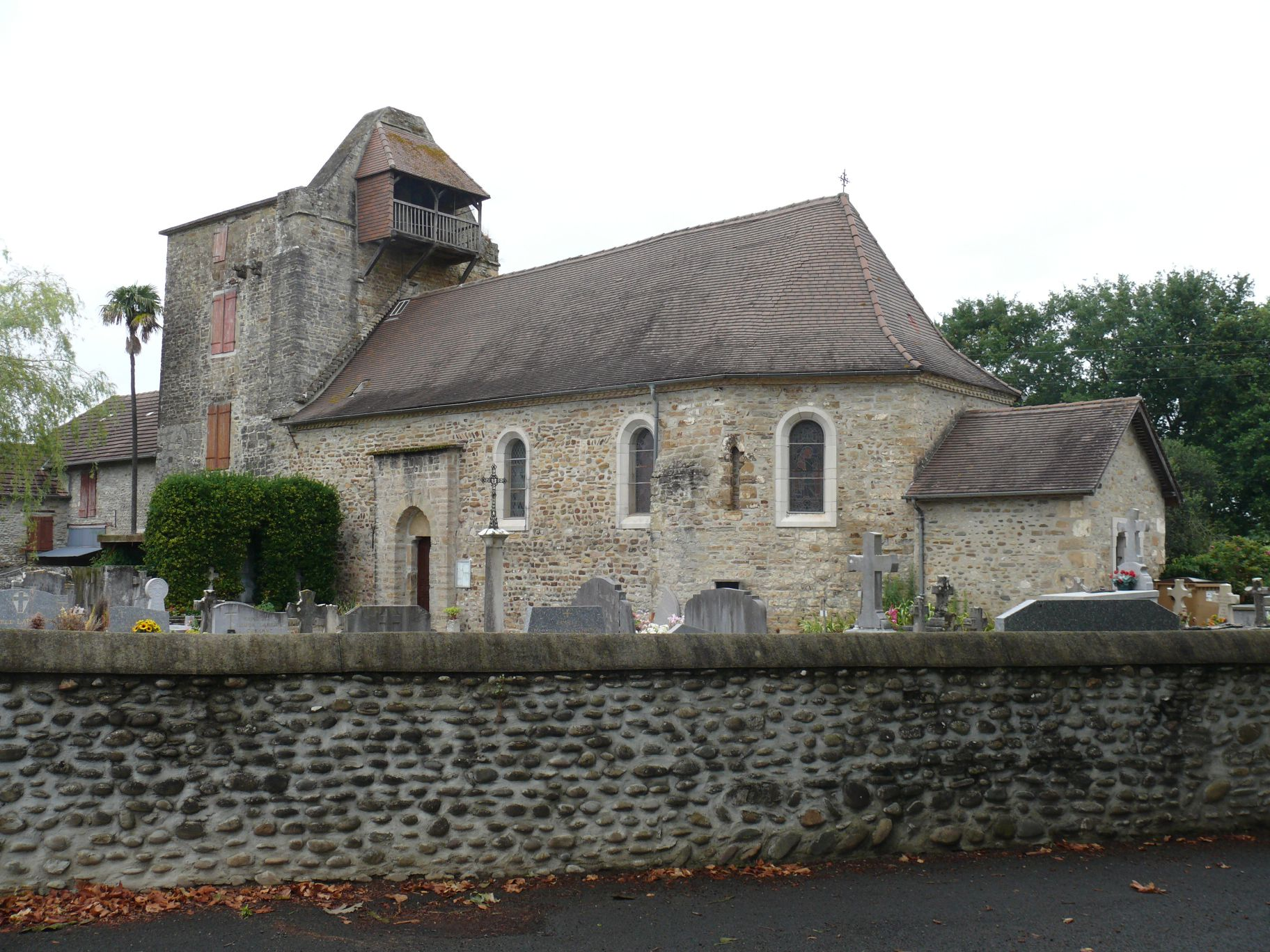
Церковь
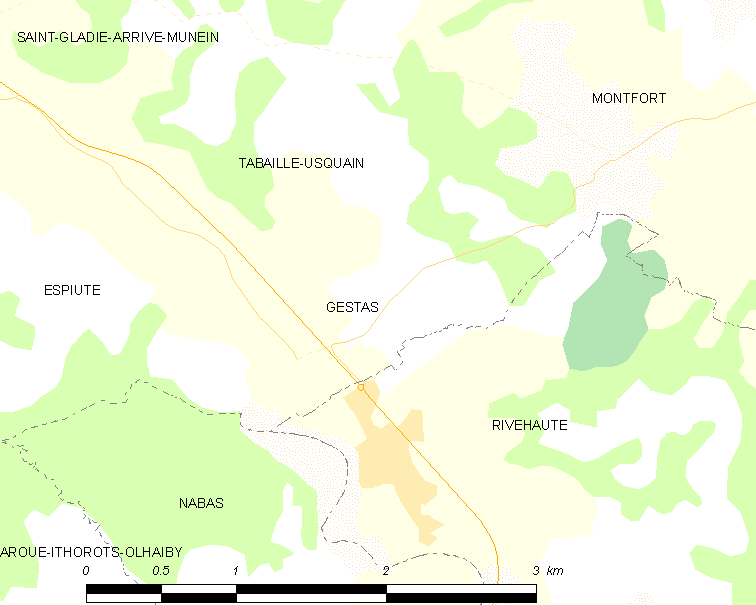
Карта коммуны